# Ван Барле, Дилан
Дилан ван Барле (нидерл. Dylan van Baarle; род. 21 мая 1992, Ворбург, Нидерланды) — нидерландский профессиональный шоссейный велогонщик, выступающий с 2018 по 2022 год — за команду Ineos Grenadiers, с 2022 года за команду Jumbo-Visma.

## Достижения
2009
1-й на Trofeo Karlsberg
1-й на этапе 3
2011
1-й на этапе 2d (ТТТ) Vuelta Ciclista a León
10-й на Omloop der Kempen
2012
1-й  на Olympia's Tour — ГК
1-й  — МК
1-й  — ОК
1-й в прологе
1-й на этапе 1 (ИГ) Thüringen Rundfahrt der U23
1-й на Arno Wallaard Memorial
4-й на Zellik–Galmaarden
4-й на Dwars door het Hageland
7-й на Kreiz Breizh Elites
7-й на Ronde van Midden-Nederland
9-й на Le Triptyque des Monts et Châteaux — ГК
1-й на этапе 2а (ИГ)
9-й на Туре Пуату — Шаранты — ГК
10-й на Туре Нормандии — ГК
2013
1-й  — Чемпион Нидерландов U-23 в групповой гонке
1-й  — Чемпион Нидерландов U-23 в индивидуальной гонке
1-й  на Olympia's Tour — ГК
1-й  — МК
1-й на этапе 4
1-й  на Thüringen Rundfahrt der U23
1-й на Ster van Zwolle
1-й на Dorpenomloop Rucphen
3-й на Туре Нормандии — ГК
3-й на Internationale Wielertrofee Jong Maar Moedig
4-й на Туре Бретани — ГК
1-й  — ГрК
1-й  — СК
1-й  — КК
1-й на этапе 6 (ИГ)
5-й на Münsterland Giro
7-й на Чемпионате мира U-23 в групповой гонке
8-й на Le Triptyque des Monts et Châteaux — ГК
9-й на Omloop Het Nieuwsblad U23
10-й на Paris–Tours Espoirs
2014
1-й  на Туре Британии
5-й на Чемпионате Нидерландов в индивидуальной гонке
6-й на Стер ЗЛМ Туре- ГК
10-й на Туре Дубая — ГК
2015
3-й на Дварс дор Фландерен
5-й на Туре Баварии — ГК
1-й  — МК
8-й на Туре Британии — ГК
9-й на Чемпионате Нидерландов в индивидуальной гонке
2016
5-й на Туре Британии — ГК
5-й на Trofeo Pollenca-Port de Andratx
6-й на Туре Фландрии
2017
4-й на Туре Фландрии
7-й на Чемпионате Нидерландов в групповой гонке
8-й на Дварс дор Фландерен
9-й на E3 Харелбеке
 Приз самому агрессивному гонщику на этапе 7 Тур де Франс
2019
1-й на Херальд Сан Тур — ГК
| ГК  | Генеральная классификация     |
| ГрК | Горная классификация          |
| МК  | Молодёжная классификация      |
| СК  | Спринтерская классификация    |
| ОК  | Очковая классификация         |
| КК  | Комбинированная классификация |

## Статистика выступлений наГранд Турах
| Гранд Тур | 2014 | 2015 | 2016 | 2017 |
| --------- | ---- | ---- | ---- | ---- |
| Джиро     | НФ   | -    | -    | -    |
| Тур       | -    | 147  | 91   | 77   |
| Вуэльта   | -    | -    | -    | -    |

| —  | Не участвовал  |
| НФ | Не финишировал |